# Lokve
Lokve ist eine Gemeinde in der Gespanschaft Primorje-Gorski kotar in Kroatien.
Die Gemeinde hat 850 Einwohner. auf 42 Quadratkilometern. Sie befindet sich an der Staatsstraße 3, beziehungsweise Europastraße 65, zwischen Karlovac und Rijeka, östlich des Sees Lokvarsko jezero. Die Gemeinde liegt in der Gebirgslandschaft von Gorski kotar. Der Lokve See (Lokvarsko jezero) liegt zwischen Homer und Mrzla Vodica und ist der größte im kroatischen Bergland. Es hat eine Größe von 2,1 Kilometer und eine Tiefe von 40 Meter. Das Froschmuseum gehört zu den innovativsten Museen in Gorski Kotar, vor allem in Zeiträumen der Froschwanderungen im Frühling hat es Tausende von Besuchern.
Zur Gemeinde gehören sieben Siedlungen:
- Homer, 225 Einwohner
- Lazac Lokvarski, 18 Einwohner
- Lokve, 464Einwohner
- Mrzla Vodica, 14 Einwohner
- Sleme, 88 Einwohner
- Sopač, 27 Einwohner
- Zelin Mrzlovodički, 14 Einwohner

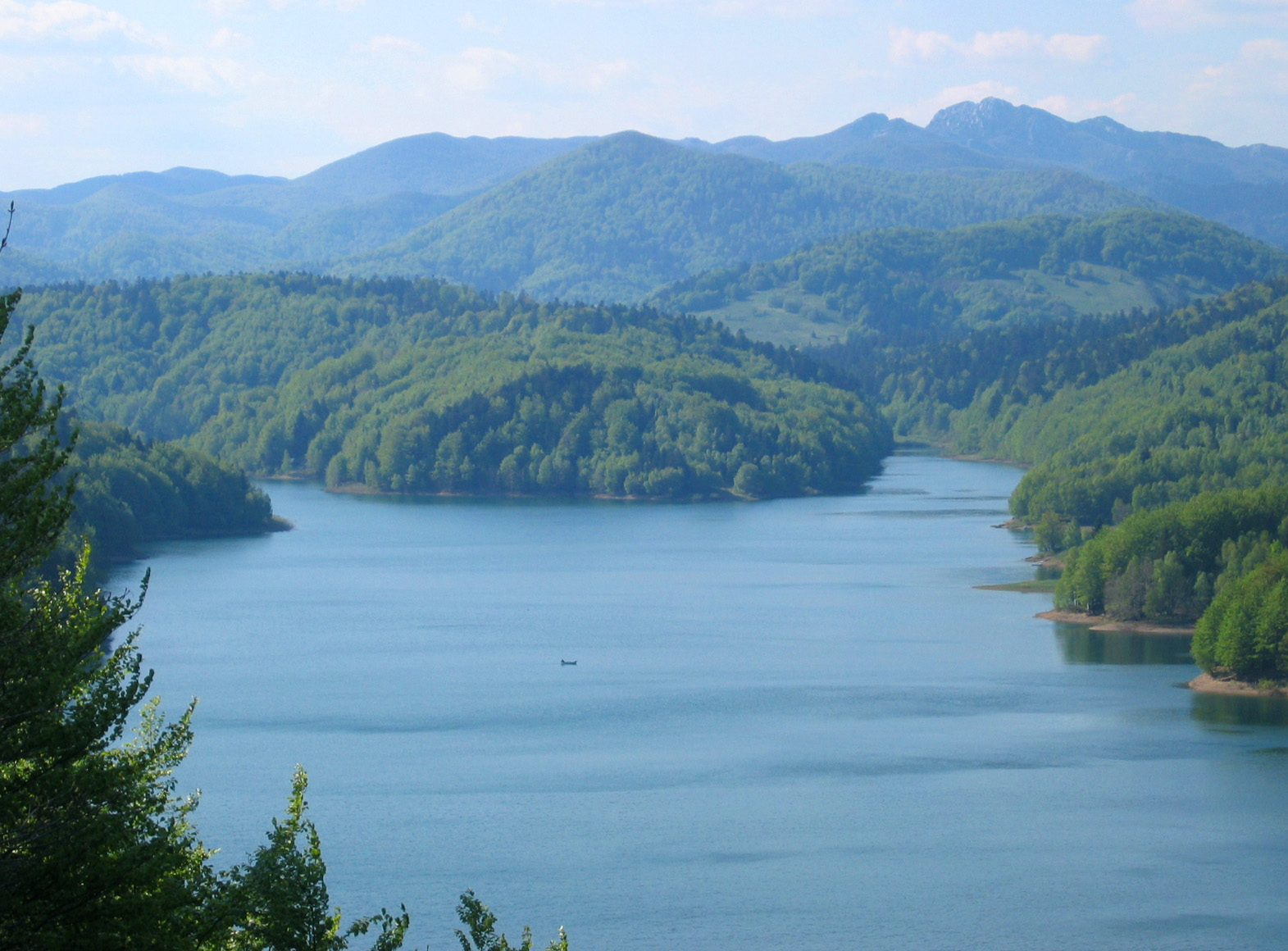
Lokvarsko jezero im Westen der Gemeinde

An der Autobahn Rijeka-Zagreb, nur einen Kilometer vom Zentrum in Lokve entfernt, befindet sich der Parkwald „Golubinjak“, der seit 1954 unter Naturschutz steht. Eine der größten Höhlen Kroatiens, die man besichtigen kann, ist die Höhle Lokvarka.